# Vladimir Balluku
Vladimir Balluku (Tirana, 7 ottobre 1951) è un ex calciatore albanese, di ruolo centrocampista.

## Carriera

### Nazionale
Ha collezionato 2 presenze con la Nazionale albanese.